# Центровані багатокутні числа
Центровані багатокутні числа — це клас плоских {\displaystyle k}-кутних фігурних чисел ({\displaystyle k\geqslant 3}), одержуваних такою геометричною побудовою. Спочатку на площині фіксується певна центральна точка. Потім навколо неї будується правильний {\displaystyle k}-кутник з {\displaystyle k} точками вершин, кожна сторона містить дві точки (див. малюнок). Далі зовні будуються нові шари {\displaystyle k}-кутників, причому кожна їхня сторона на новому шарі містить на одну точку більше, ніж у попередньому шарі, тобто, починаючи з другого шару, кожен наступний шар містить на {\displaystyle k} більше точок, ніж попередній. Загальне число точок усередині кожного шару і приймається за центроване багатокутне число (точка в центрі вважається початковим шаром).
Приклади побудови центрованих багатокутних чисел:
| Трикутні | Квадратні | П'ятикутні | Шестикутні |
| -------- | --------- | ---------- | ---------- |
|          |           |            |            |

З побудови видно, що центровані багатокутні числа виходять як часткові суми такого ряду: {\displaystyle 1+k+2k+3k+4k+\dots } (наприклад, центровані квадратні числа, для яких {\displaystyle k=4,} утворюють послідовність: {\displaystyle 1,5,13,25,41\dots }) Цей ряд можна записати як {\displaystyle 1+k(1+2+3+4+\dots ).}, звідки видно, що в дужках — породжувальний ряд класичних трикутних чисел. Отже, кожну послідовність центрованих {\displaystyle k}-кутних чисел, починаючи з 2-го елементу, можна подати як {\displaystyle kT_{n}+1,} де {\displaystyle T_{n}(n=1,2,3\dots )} — послідовність трикутних чисел. Наприклад, центровані квадратні числа — це помножені на 4 трикутні числа плюс 1, породжувальний ряд для них має вигляд: {\displaystyle 1+4+8+12\dots }
Загальна формула для {\displaystyle n}-го центрованого {\displaystyle k}-кутного числа {\displaystyle C_{n}^{(k)}}:

| {\displaystyle C_{n}^{(k)}=1+k{\frac {n(n-1)}{2}}={\frac {kn^{2}-kn+2}{2}};\ n=1,2,3\dots } | \| \| \| \| \| \| \| \| | ({{{3}}}) |
|                                                                                             |                         |           |
|                                                                                             |                         |           |

## Зведена таблиця
| Число кутів k | Тип числа                     | Початок послідовності | Посилання на OEIS |
| ------------- | ----------------------------- | --------------------- | ----------------- |
| 3             | Центровані трикутні числа     | 1, 4, 10, 19, 31, …   | A005448           |
| 4             | Центровані квадратні числа    | 1, 5, 13, 25, 41, …   | A001844           |
| 5             | Центровані п'ятикутні числа   | 1, 6, 16, 31, 51, …   | A005891           |
| 6             | Центровані шестикутні числа   | 1, 7, 19, 37, 61, …   | A003215           |
| 7             | Центровані семикутні числа    | 1, 8, 22, 43, 71, …   | A069099           |
| 8             | Центровані восьмикутні числа  | 1, 9, 25, 49, 81, …   | A016754           |
| 9             | Центровані дев'ятикутні числа | 1, 10, 28, 55, 91, …  | A060544           |
| 10            | Центровані десятикутні числа  | 1, 11, 31, 61, 101, … | A062786           |

і так далі.